# Cootje Horst
Jacoba Gerda Cootje Horst-van Mourik Broekman (* 23. September 1920 in Montreux; † 21. Februar 1992 in Leersum) war eine niederländische Malerin.

## Leben und Werk
Cootje van Mourik Broekman wurde am 23. September 1920 in Montreux geboren. Sie war die Tochter des Bauingenieurs und Professors Gerrit Hendrik van Mourik Broekman (1875–1948). Ihre Schwester war die Bildhauerin und Malerin Lidi van Mourik Broekman (1917–2015). Sie besuchte die Koninklijke Academie van Beeldende Kunsten in Den Haag, war Schülerin von Han van Dam, Henk Meijer und Willem Rozendaal und der Académie royale des Beaux-Arts de Bruxelles. Sie gewann 1950 den Koninklijke Prijs voor Vrije Schilderkunst. Zu ihren Werken gehören Stillleben, Porträtmalerei und Landschaftsmalerei. Sie fertigte etwa 300 Ölgemälde und Hunderte von Pastellen auf Papier an. Sie stellte in den Niederlanden und in Frankreich aus, unter anderem 1978 in einer Duo-Ausstellung mit Nora van der Flier im Pulchri Studio.
Cootje Horst starb am 21. Februar 1992 in Leersum.